# Джеймс Д'Арси
Джеймс Д’Арси (на английски: James Simon D'Arcy) е английски телевизионен и кино актьор.

## Биография
Джеймс Саймън Д'Арси е роден в Амършам, Бъкингамшър, но израства във Фулъм, Лондон, където заедно с по-малката си сестра Шарлот е отгледан от майка си Каролин (медицинска сестра). Баща му умира, когато Джеймс е дете. След завършване на обучението си в „Христовата болница“ през 1991 г., младият Джеймс отива в Австралия в продължение на година и работи в драматичния отдел в училище в Пърт, където той развива интерес към актьорско майсторство. При завръщането си в Лондон вляза в театралното училището и премина тригодишен курс в Лондонската академията за музикално и драматично изкуство, където получава бакалавърска степен в тази област (през 1995 г.).
По време на престоя си в Лондонската академия той е участвал в подготовката на спектаклите: „Херакъл“, „Както ви харесва“, „Див мед“, „Свободата на града“ и „Шерлок Холмс“. Ето какво казва Д'Арси при завършването си на театрална школа: „Точно когато завърших курса и забравих дипломата си в автобуса, аз осъзнах, че съм станал актьор“

## Кариера
Първата му изява по телевизията – малка роля в сериала „Немия свидетел“ (1996) и „Дейзи и Паси“ (1996), последвано от роли в телевизионни филми. През 1997 г. той играе в Блифил мини сериала „Историята на Том Джоунс, подхвърленото дете“. През 1999 г. заедно с Даниел Крейг той участва в драмата „Окопа" и също има малка роля в комедията "Хотел „Рай“".
От 2001 г., по-голямата роля на Д'Арси е на главния герой в минисериала „Rebel Heart“ (2001 Ърни Коен), „Животът и приключенията на Никълъс Никълби“ (2001, Никълъс Никълби), заедно със София Майлс и Чарлз Денс играе във филма „Откровение“ (2001, Джейк Мартел). През 2002 г. той играе младия Шерлок Холмс в телевизионния филм „Шерлок: Дело на злото“. През 2003 г. играе ролята на Барнаби Каспийско във филма "Точката на и-то“, с Гаел Гарсия Бернал и Наталия Вербеке, както и ролята на Джим Каддона в серията „P.O.W“ през 2003. Той също е получил широко признание, когато играе лейтенант Том Пуллингза във филма на Питър Вейра „Господар и командир“, заедно с Ръсел Кроу и Пол Бетани.
Джеймс Д'Арси играе във филма на ужасите „Заклинателят: Началото“ (2004, отец Франсис), „An American Haunting“ (2005, Ричард Рувел) и „Изгревът: Червеният път“ (2007, епископ). В допълнение, той се появи по телевизията в ролята на мрачния и криещ дълбоки тайни Дерек Кетъринг от „Мистерията в синия експрес“ с Поаро, но също така и изтънченият, проницателен Джери Бъртън от „Анонимният подател“ с мис Марпъл, играе като Тиберий Гракх в епизод на „Революция“, серията „Древен Рим: Възход и падение на империята“ (2007), както и Тоби Клифорд в „Fallen Angel“ (2007), Том Бертрам в „Менсфилд парк“.
Той също така работи по радио Би Би Си, като озвучава произведението „Тес от рода д'Ърбървил“ от Томас Харди, „Дракула“ на Брам Стокър и Уинифред Холтби „Оживена улица“. Дънкън също така изиграва роля в телевизионния сериал „Тайният дневник на едно момиче на повикване“.
През 2011 г. играе ролята на крал Едуард VIII в „Ние. Вярваме в любовта“, втория филм на Мадона като режисьор.